# Othmar Danesch
Othmar Danesch (* 31. Oktober 1919; † 5. Mai 2014) war ein österreichischer Naturfotograf.
Sein botanisches Autorenkürzel lautet „O.Danesch“.

## Leben
Danesch war ursprünglich Architekt, wurde engagierter Fotograf und bekannt durch botanische Forschungsarbeiten auf dem Gebiet der Evolution. Er verbrachte mit seiner Ehefrau Edeltraud viele Jahre in Südamerika. Auf seinen Reisen sammelte das Ehepaar Eindrücke und Bilder der dortigen Fauna und Flora. Es forschte über Orchideen und Schmetterlinge.
Das Ehepaar gab ab Ende der Fünfzigerjahre orchideologische Fachliteratur heraus; Edeltraud Danesch verfasste die Texte und Othmar Danesch erstellte die Fotografien.
Er lebte in Göfis, Vorarlberg, wo er auch begraben ist.

## Werke (Auswahl)
- mit Edeltraud Danesch: Tiere unter der Tropensonne: Tierleben in Brasilien. Bruckmann, München 1959.
- mit Edeltraud Danesch: Orchideen Europas: Mitteleuropa. Hallwag, Bern 1962.
- mit Wolfgang Dierl: Schmetterlinge. 2 Bände. Belser, Stuttgart 1965/1968.
- mit Edeltraud Danesch: Beiträge zur Naturphotographie. Leben im Bild, Aalen 1965.
- mit Edeltraud Danesch: Einheimische Schmetterlinge. Silva, Zürich 1968.
- mit Edeltraud Danesch: Alpenblumen. Silva, Zürich 1969.
- mit Edeltraud Danesch: Orchideen Europas: Ophrys-Hybriden. Hallwag, Bern 1972.
- mit Edeltraud Danesch: Natur im Nahbereich. Hallwag, Bern 1973.
- mit Edeltraud Danesch: Orchideen. Hallwag, Bern 1975.
- mit Edeltraud Danesch: Tiroler Orchideen. Athesia, Bozen 1977.
- mit Herbert Reisigl, Edeltraud Danesch: Mittelmeerflora. Hallwag, Bern 1977.
- mit Edeltraud Danesch: Naturwunder Österreich. 2 Bände. Ringier, Zürich 1978 (Hauptband und Wanderführer).
- mit Mario Broggi, Georg Malin, Benno Beck: Fürstentum Liechtenstein. Silva, Zürich 1978.
- mit Edeltraud Danesch: Natur durch die Lupe. Silva, Zürich 1981.
- mit Edeltraud Danesch: Faszinierende Welt der Alpenblumen. Ringier, Zürich 1981.
- mit Edeltraud Danesch: Daneschs Orchideen-Kompass. Die wildwachsenden Orchideen Mitteleuropas sicher bestimmen. Gräfe und Unzer, München o. J. (1983).
- mit Edeltraud Danesch: Bunter Schmetterling. AT, Aarau 1983.
- mit Edeltraud Danesch: Bezaubernde Orchidee. AT, Aarau 1983.
- mit Edeltraud Danesch: Originelles Käfervolk. AT, Aarau 1984.
- mit Edeltraud Danesch: Froschgeschichten. AT, Aarau 1984.
- mit Edeltraud Danesch: Enzian und Edelweiss. AT, Aarau 1984.
- mit Edeltraud Danesch: Die Orchideen der Schweiz. Silva, Zürich 1984.
- mit Edeltraud Danesch: Alpenblumen. Ein Silva-Taschenbuch zum Bestimmen unserer häufigsten Alpenblumen. Silva, Zürich 1984.
- mit Edeltraud Danesch: Blumenwunder im Gestein. AT, Aarau 1985.
- mit Edeltraud Danesch: Schmetterlinge. Ein Silva-Taschenbuch zum Bestimmen häufig vorkommender und auffälliger Falter, Raupen und Puppen. Silva, Zürich 1986.
- mit Edeltraud Danesch: Und ich dachte nach über unseren Wald. Thalberg, Vaduz 1989.
- mit Edeltraud Danesch: Ich brauche Dich. Oesch, Zürich 1993.
- mit Edeltraud Danesch: Freude ist ein Zauberwort. Oesch, Zürich 1993.
- mit Edeltraud Danesch: Was kostet eine Apfelblüte? Oesch, Zürich 1994.
- mit Edeltraud Danesch: Vertrauen statt Angst. Oesch, Zürich 1994.
- mit Edeltraud Danesch: Oasen des Friedens. Oesch, Zürich 1994.
- mit Edeltraud Danesch: Hoffnung ist keine Illusion. Oesch, Zürich 1994.
- mit Edeltraud Danesch: Blumen und Berge. Die wunderbare Welt der Alpenflora. Silva, Zürich 1995.